# 30 Seconds to Mars (album)
30 Seconds to Mars a Thirty Seconds to Mars nevű hard rock együttes első albuma. 2002. augusztus 27-én adta ki a Virgin Records. Az album két kislemezt, a „Capricorn (A Brand New Name)”-et és az „Edge of the Earth”-öt mutatta be. Az utóbbi kettő 31. helyen emelkedett ki az Amerikai Mainstream Rock Tracks toplistán.
Az album fő témája az emberi küzdelem. A „Revolution”-t, az egyik zeneszámot, amit felvettek az albumba, nem ebben adták ki, mivel a dal szövege témailag nem illeszkedik az album nyugodtságába, és mert a szövege félreértelmezhető[forrás?]. Végül az együttes úgy döntött, nem teszi bele a dalt a 2001. szeptember 11-ei terrortámadások miatt.
Két másik zeneszámot is felvettek az albumba: a „Phase 1: Fortification” és az „Anarchy in Tokyo”; „Phase 1: Fortification” egy promóciós dalon tartozott bele a „Capricorn (A Brand New Name)”-be, ami az Egyesült Királyságban lett kiadva, és az „Anarchy in Tokyo”-t pedig bónusz zeneszámként foglalta magában az album japán kiadásával.
A rejtett zeneszám dalszövege, a „The Struggle”, Sun Zi The Art of War-jából lett átvéve.
A 30 Seconds to Mars-ot nagyban jellemzik szintipop elemek. Ennek megfelelően, Elijah Blue Allman és Renn Hawkey a Deadsy együttesből közreműködtek a „Welcome to the Universe”, illetve a „Capricorn (A Brand New Name)”-en .
Az „Echelon” című dalt a The Core című film – ami 2003-ban lett kiadva –  végén játszották le, amikor a közreműködők listája volt látható.
A 'Welcome to the universe' mondat ismétlődik az albumban a „Welcome to the Universe”, a „93 Million Miles”, és a „The Struggle” dalokban. Az album neve eredetileg „Welcome to the Universe” lett volna. Továbbá, a „division” és a „unity” szavak ismétlődnek az „Oblivion”, az „Echelon”, az „End of the Beginning”, a „93 Million Miles”, és a „The Struggle” dalokban. A 93 millió mérföld az átlagos távolság a Földtől a Napig.

## Az album dalai
Az összes dal Jared Leto-tól van.
1. "Capricorn (A Brand New Name)" – 3:53
2. "Edge of the Earth" – 4:37
3. "Fallen" – 4:57
4. "Oblivion" – 3:27
5. "Buddha for Mary" – 5:43
6. "Echelon" – 5:47
7. "Welcome to the Universe" – 2:38
8. "The Mission" – 4:02
9. "End of the Beginning" – 4:37
10. "93 Million Miles" – 5:18
11. "Year Zero" (Includes bonus track "The Struggle") – 7:52
12. "Anarchy in Tokyo" (Includes bonus track "The Struggle") – 7:25 (Japanese Edition bonus track)

### DVD extrák
- "Capricorn (A Brand New Name)" (Multimedia) (Video) – 3:33
- Behind the Scenes Footage (Multimedia) (Video) – 5:52

## Előadók
- Solon Bixler – gitár
- Jared Leto – gitár, énekes
- Shannon Leto – dob
- Matt Wachter – basszusgitár, zongora

## Személyek
- Készítette: Bob Ezrin, Brian Virtue és Thirty Seconds to Mars
- billentyűsök az "Echelon"-ban: Brian Virtue
- Zongora a "The Mission"-ben: Bob Ezrin
- Kiegészítő billentyűs a "Capricorn (A Brand New Name)"-ben: Dr. Nner
- Kiegészítő programozás az "Oblivion"-ban: Joe Bishara
- Kiegészítő basszus és gitár a "Welcome to the Universe"-ben: Phillips Exeter Blue I
- Kiegészítő gitár a "Welcome to the Universe"-ben, a "93 Million Miles"-ban és a "Year Zero"-ban: Solon Bixler
- Kiegészítő billentyűs a "93 Million Miles"-ban: Solon Bixler
- Kiegészítő basszus a "Buddha for Mary"-ben, az "End of the Beginning"-ben és a "93 Million Miles"-ben: Jeffery Jaeger
- Kiegészítő gitár az "End of the Beginning"-ben: Jeffery Jaeger
- Phillips Exeter Blue I és Dr. Nner megjelenik udvariasságból a Dreamworks Records-ben
- Fotó: Shannon Leto
- Kiegészítő fotó: Ken Schles
- Kreatív irány: Mary Fagot
- Dizájn: Eric Roinestad
- Művészetirány, fogalmak és ikonográfia: Thirty Seconds to Mars
- Jog: Eric Greenspan
- Vezetőség: Arthur Spivak (Spivak/Sobol Entertainment)
- Vállalatigazgató: Dian Vaughn and Mark Walker Assante
- Amerikai helyfoglalás: Creative Arts Agency (CAA), John Marks, John Branigan and William Morris
- Angol helyfoglalás: Mike Dewdney (ITB)

## Helyezések
| Lista (2002)                 | Helyezés |
| ---------------------------- | -------- |
| Les Charts                   | 142      |
| US Billboard 200             | 107      |
| US Billboard Top Heatseekers | 1        |
| Lista (2007)                 | Helyezés |
| Australian Albums Chart      | 89       |
| Australian Rock Albums Chart | 12       |